# 히가시우라역
히가시우라역(일본어: 東浦駅 ひがしうらえき[*])은 일본 아이치현 지타군 히가시우라정에 위치한 도카이 여객철도 · 기누우라 임해 철도의 철도역이다. 다케토요 선의 소속역이며, 이 역을 기점으로 하는 기누우라 임해 철도 헤키난 선 등 2개의 노선이 상호 운행한다. 상대식 승강장 2면 2선의 구조를 갖춘 지상역이다.

## 이용 현황

### 여객
| 연도     | 승차인원 | 연도     | 승차인원 | 연도     | 승차인원 | 연도     | 승차인원 | 연도     | 승차인원 |
| 1950년도 | 951      | 1963년도 | 1,383    | 1976년도 | 1,301    | 1989년도 | 1,101    | 2002년도 | 1,566    |
| 1951년도 | 1,106    | 1964년도 | 1,313    | 1977년도 | 1,312    | 1990년도 | 1,294    | 2003년도 | 1,572    |
| 1952년도 | 1,118    | 1965년도 | 1,389    | 1978년도 | 1,280    | 1991년도 | 1,495    | 2004년도 | 1,583    |
| 1953년도 | 1,093    | 1966년도 | 1,405    | 1979년도 | 1,308    | 1992년도 | 1,591    | 2005년도 | 1,639    |
| 1954년도 | 1,058    | 1967년도 | 1,307    | 1980년도 | 1,217    | 1993년도 | 1,610    | 2006년도 | 1,686    |
| 1955년도 | 1,046    | 1968년도 | 1,181    | 1981년도 | 1,160    | 1994년도 | 1,666    | 2007년도 | 1,757    |
| 1956년도 | 1,178    | 1969년도 | 1,050    | 1982년도 | 1,135    | 1995년도 | 1,688    | 2008년도 | 1,800    |
| 1957년도 | 1,313    | 1970년도 | 1,011    | 1983년도 | 1,174    | 1996년도 | 1,702    | 2009년도 | 1,766    |
| 1958년도 | 1,312    | 1971년도 | 950      | 1984년도 | 1,104    | 1997년도 | 1,620    | 2010년도 | 1,779    |
| 1959년도 | 1,342    | 1972년도 | 891      | 1985년도 | 1,089    | 1998년도 | 1,572    | 2011년도 | 1,772    |
| 1960년도 | 1,501    | 1973년도 | 1,053    | 1986년도 | 1,029    | 1999년도 | 1,548    | 2012년도 | 1,772    |
| 1961년도 | 1,409    | 1974년도 | 1,180    | 1987년도 | 959      | 2000년도 | 1,557    |          |          |
| 1962년도 | 1,342    | 1975년도 | 1,263    | 1988년도 | 1,017    | 2001년도 | 1,558    |          |          |
| -------- | -------- | -------- | -------- | -------- | -------- | -------- | -------- | -------- | -------- |

### 화물
| 연도     | 발송  | 도착   | 연도     | 발송  | 도착  |
| 1950년도 | 2,588 | 8,836  | 1955년도 | 830   | 4,483 |
| 1951년도 | 2,934 | 9,655  | 1956년도 | 1,152 | 7,151 |
| 1952년도 | 1,049 | 7,267  | 1957년도 | 1,932 | 5,345 |
| 1953년도 | 1,905 | 6,317  | 1958년도 | 332   | 4,544 |
| 1954년도 | 993   | 22,284 | 1959년도 | 673   | 4,288 |
| -------- | ----- | ------ | -------- | ----- | ----- |

### 하물
| 연도     | 발송  | 도착  | 연도     | 발송  | 도착  |
| 1972년도 | 2,730 | 4,827 | 1978년도 | 2,109 | 1,764 |
| 1973년도 | 2,508 | 5,509 | 1979년도 | 2,149 | 2,059 |
| 1974년도 | 2,659 | 504   | 1980년도 | 2,116 | 2,065 |
| 1975년도 | 2,179 | 576   | 1981년도 | 1,483 | 2,072 |
| 1976년도 | 2,026 | 654   | 1982년도 | 753   | 1,885 |
| 1977년도 | 2,079 | 812   | 1983년도 | 381   | 1,189 |
| -------- | ----- | ----- | -------- | ----- | ----- |

## 역 주변
- 히가시우라 토건
- 기누우라 항
- 국도 제366호선

## 역사
- 1933년 12월 7일 : 다케토요 선 오가와 · 가메자키 간에 오와리이쿠지역을 신설.
- 1934년 8월 22일 : 오와리이쿠지 · 가메자키 간에 후지에역을 신설.
  - 양 역과도 여객만을 취급하였다. 다만, 제한이 있어, 다케토요 선과 도카이도 본선 도카이도 본선 오카자키역 · 기후역 간의 각 역 및 도카이도 본선 하마마쓰역 · 도요하시역 · 가마고리역, 간사이 본선 구와나역 · 욧카이치역을 발착하는 여객으로 제한 취급되었다.
- 1939년 7월 21일 : 양 역과도, 상기 각 역을 더해서 주오 본선 오조네역 · 지쿠사역 · 쓰루마이역을 발착하는 여객 취급도 개시.
- 1944년 11월 11일 : 히가시우라역 개업, 그것에 수반해 오와리이쿠지 역 · 후지에 역 폐지. 여객 취급만으로, 상기 취급 제한도 더해졌다.
- 1947년 11월 21일 : 하물의 취급을 개시. 여객 취급 구간의 제한은 폐지.
- 1948년 10월 1일 : 소형급 화물과 차급 화물의 취급을 개시.
- 1960년 1월 15일 : 화물의 취급을 전체 폐지.
- 1977년 5월 25일 : 기누우라 임해 철도 헤키난 선이 개업.
- 1984년 2월 1일 : 하물의 취급도 폐지.
- 1987년 4월 1일 : 일본국유철도 분할 민영화에 의해, 도카이 여객철도가 승계.
- 1992년 11월 : 미도리노마도구치 영업개시.
- 2001년
  - 2월 11일 : 다케토요 선이 열차 집중 제어장치 도입. 그 이전은 히가시우라 역에서 다케토요 선의 신호기나 분기기를 원격 조작하였다.
  - 4월 1일 : CTC 도입에 수반해, 역장의 배치를 폐지.
- 2006년 11월 25일 : TOICA의 이용이 가능하게 되었다.
- 2013년 10월 1일 : '집중 여객 서비스 시스템' 도입에 의해, 무인화.
- 2014년 3월 14일 : 배리어 프리 설비가 완료되어, 새로운 엘리베이터나 다기능 화장실의 설비가 사용가능하게 되었다.

## 인접 역
| 도카이 여객철도 다케토요 선 | 도카이 여객철도 다케토요 선 | 도카이 여객철도 다케토요 선 |
| --------------------------- | --------------------------- | --------------------------- |
| 오부 오부 방면              | ■ 쾌속                      | 가메자키 다케토요 방면      |
| 이시하마 오부 방면          | ■ 보통                      | 가메자키 다케토요 방면      |